# Mikhaïl Zakharov
Ne doit pas être confondu avec Mikhaïl Zakharaw.
Pour les articles homonymes, voir Zakharov.
Mikhaïl Nikolaïevitch Zakharov (russe : Михаил Николаевич Захаров), né le 5 novembre 1912 à Saint-Pétersbourg et décédé le 19 février 1978 à Léningrad, est un amiral de la marine soviétique qui a participé à la Seconde Guerre mondiale.

## Biographie
Né à Saint-Pétersbourg, dans l'Empire russe en 1912, Zakharov commence sa carrière navale en 1930 au service des brigades d'artillerie de défense côtière, avant de passer à la branche politique. Il est commissaire militaire à la base de la flotte du Pacifique à Nikolaïevsk-sur-l'Amour lors de l'invasion allemande de l'Union soviétique et, pendant la guerre, siège aux conseils militaires de la flotte du Pacifique, du district militaire de la Volga et de la flotte du Nord. Il a ensuite travaillé comme propagandiste et comme instructeur principal, puis comme inspecteur de l'administration politique de la flotte.
Zakharov sert dans le département politique de la flotte de la mer Noire après la guerre et, en 1956, rejoint le conseil militaire de la flotte du Pacifique, auquel il servira pendant les 15 années suivantes, gravissant les échelons jusqu'au rang d'amiral. Son dernier poste fut celui de chef du département politique de l'Académie navale, qu'il occupe jusqu'à peu de temps avant sa retraite en 1977. Il fut adjoint au Soviet suprême de l'Union soviétique et au Soviet suprême de la RSFSR pendant cette période. 
Il reçut de nombreuses décorations et distinctions au cours de sa carrière et, après sa mort en 1978, une rue de Vladivostok et un destroyer de la classe Oudaloï, l'Amiral Zakharov, ont été nommés en son honneur.